# ديونه
دَيُونَه (الاسم العلمي: Dionaea)، جنس حشرات ذبابية من فصيلة التاشينيات.

## الأنواع
- D. aurifrons (Meigen, 1824)[1][2][3][4]
- D. breviforceps Emden, 1954
- D. flavisquamis Robineau-Desvoidy, 1863[2]
- D. magnifrons Herting, 1977[2]